# 迦納女王
迦納女王（英語：Queen of Ghana）曾是加纳國家元首的头衔。其僅为加纳國家之象征，無实权，其作為虛位元首的职务由迦納总督代行。该職位曾由英國女王伊莉莎白二世于1957年至1960年担任。

## 歷史沿革
1957年2月，英國國會通過《1957年迦納獨立法案》，决定英國直轄殖民地黄金海岸更名為迦納，并同意加纳脱离大英帝国独立。同年3月6日，迦納脱离大英帝国的殖民统治，为大英國協王國，伊莉莎白二世女王也成為為迦納的國家元首及女王，加纳也是首个从大英帝国獨立的西非國家；当日，希臘的瑪麗娜代表伊莉莎白二世出席了迦納的獨立慶典， 她还代表伊莉莎白二世在議會發表演說，宣布该国第一屆議會開幕。
伊莉莎白二世對迦納的憲法職責主要委託給迦納總督，亦即迦納女王的代表，總督也行使了女王的大部分權力。總督可以無限期任職，為君主服務。《1931年西敏法令》通過後，總督根據加納內閣的意見，而不經英國政府的參與而任命。
1960年，加納根據憲法成為大英国协内的一个共和國，君主和總督一職被加纳总统取代。